# Фронт национального сопротивления Афганистана
Фронт национального сопротивления Афганистана (ранее условно называвшийся Панджшерское сопротивление) — военно-политическое объединение в Афганистане, созданное в июле — августе 2021 года в период наступления талибов и состоящее из бывших членов Северного альянса и иных противников исламистского движения «Талибан».
Фронт действует на территориях провинции Панджшер, ранее находившихся под контролем международно признанной Исламской Республики Афганистан; после падения Кабула это основное организованное сопротивление талибам в стране.
Панджшерское сопротивление возглавляется Ахмадом Масудом (сыном полевого командира Ахмад Шаха Масуда, известного своей успешной борьбой сначала с советскими войсками, а затем с «Талибаном»), и Амруллой Салехом (первым вице-президентом Афганистана, который в связи с побегом бывшего президента Ашрафа Гани из страны в соответствии с афганской конституцией заявил об исполнении им обязанностей президента Афганистана).

## История
В 1990-х годах Панджшерское ущелье и окружающие территории являлись базой операций Северного альянса. Это регион, населённый преимущественно таджиками, говорящими на языке дари, и место рождения Ахмад Шаха Масуда («Панджшерский лев»), полевого командира антиталибских формирований, и его сына и преемника Ахмада Масуда.
2021
Перед падением Кабула в провинцию Панджшер началась переброска военной техники из прилегающих районов, в том числе вертолётов и бронетехники. Позже туда перебрались командиры корпуса коммандос Афганской национальной армии.
17 августа 2021 года Амрулла Салех, ссылаясь на положения Конституции Афганистана, объявил себя исполняющим обязанности Президента Афганистана из Панджшерской долины и пообещал продолжить военные операции против талибов. Его, как президента, поддержали Ахмад Масуд и последний министр обороны Исламской Республики Афганистан Бисмиллах Хан Мохаммади. Примерно в то же время остатки Афганской национальной армии начали собираться в долине Панджшера по настоянию Масуда.
13 июля индийское издание The Economic Times сообщило, что бывшие лидеры Северного альянса планируют сгруппироваться для борьбы с талибами. 28 июля 2021 года газета The Washington Post сообщила, что остатки Северного альянса мобилизуются под эгидой сопротивления.
В августе, после падения Кабула, сообщалось, что большое количество антиталибских сил, включая первого вице-президента Амруллу Салеха, направилось в Панджшерскую долину — единственный район Афганистана, не захваченный талибами, чтобы создать там новый фронт сопротивления. Салех в своём аккаунте в «Твиттере» опубликовал обращение, в котором осудил бегство президента Ашрафа Гани: «Я нахожусь в стране и исполняю обязанности президента. По Конституции Афганистана, в случае бегства, отставки или смерти главы государства страной руководит вице-президент», — написал Салех (посольство Афганистана в Душанбе признало легитимным лидером страны именно Салеха). В качестве нового лидера страны он призвал сограждан к сопротивлению талибам.
17 августа поступили неподтверждённые сообщения о притоке афганцев в сопротивление. Бывшие таджикские солдаты афганской армии также начали прибывать в Панджшерскую долину на танках и бронетранспортёрах. В тот же день стало известно, что сопротивление отбило район Чарикар провинции Парван, перерезав сообщение по дороге Кабул — Мазари-Шариф. 19 августа появилась информация о прибытии в провинцию отряда под руководством сына маршала Дустума Яр-Мохаммада.
20 августа под контроль сил сопротивления перешли три района провинции Баглан; в тот же день к сопротивлению в Панджшере присоединились два генерала: последний начальник генштаба ВС ИРА Хайбатулла Ализай и последний командующий Корпусом ССО Сами Садат.
21 августа стало известно, что один из ранее занятых сопротивлением районов Баглана был возвращён талибами без боя.
22 августа «Аль-Арабия» сообщила, что представители «Талибана» потребовали от руководства сопротивления в течение 4 часов передать провинцию Панджшер под контроль движения, в противном случае угрожая начать операцию по её силовому захвату. После отказа Масуда «Талибаном» было начато наступление с двух сторон, в ходе которого, по данным сопротивления, крупный отряд талибов попал в засаду.
23 августа представители «Талибана» заявили, что полностью восстановили контроль над всеми ранее утраченными районами провинции Баглан и взяли силы сопротивления в осаду.
25 августа прошли переговоры сторон конфликта, было установлено перемирие. 29 августа появилась информация, что «Талибан» блокировал провинции Панджшер доступ к мобильной связи и интернету, оказав давление на предоставляющие соответствующие услуги компании, однако уже на следующий день «Аль-Арабия» сообщила, что доступ к телекоммуникациям в Панджшере был восстановлен.
По состоянию на 17 августа Панджшерская долина находилась в осаде со всех сторон, но не подвергалась прямому нападению. По состоянию на август 2021 года в провинции Панджшер не происходило военного конфликта и обсуждались переговоры о выходе из политического тупика.
17 августа источники в российской разведке сообщили, что лояльным Салеху силам удалось вновь захватить Чарикар и прилегающие районы провинции Парван у талибов. Чарикар стратегически расположен недалеко от авиабазы Баграм и туннеля Саланг, вдоль единственной главной дороги, соединяющей Кабул и Мазари-Шариф. Неподтверждённые сообщения также указывали на возможный союз между силами Салеха и Масуда и силами, лояльными Абдул-Рашиду Дустуму, основой власти которого был Мазари-Шариф. Также позже сообщалось, что маршал Дустум вместе с некоторыми из своих солдат отступил в Узбекистан после захвата Кабула талибами.
1 сентября телеканал TOLOnews со ссылкой на представителя руководства «Талибана» сообщил, что переговоры между сторонами провалились. 2 сентября талибы начали наступление на позиции сил сопротивления в Панджшере и на следующий день заявили о своей победе, захвате провинции и побеге лидеров Национального фронта сопротивления, что, однако, затем было опровергнуто. Тем не менее, операция «Талибаном» была продолжена, и 5 сентября ему удалось взять под контроль значительные территории Панджшерской долины, после чего утром следующего дня снова было объявлено о полном захвате Панджшера. Представители Фронта сопротивления в ответ заявили, что их подразделения «присутствуют на всех стратегических позициях по всей долине», и они планируют продолжать борьбу против талибов и их союзников; в частности, представитель Фронта сопротивления Али Назари в интервью Financial Times заявил, что силы сопротивления отступают в горы, откуда продолжат партизанскую войну.
12 сентября появились сообщения о возобновлении боевых действий в Андарабской долине провинции Баглан. 16 октября было сообщено о гибели двух командиров сил сопротивления в столкновениях с талибами в районе Андараб.
28 октября стало известно, что в США в качестве иностранного агента было официально зарегистрировано представительство ФНСА, планирующее заниматься лоббистской деятельностью и убеждать американских политиков оказать поддержку антиталибской оппозиции. На следующий день в СМИ появилась информация о создании офиса Фронта в столице Таджикистана Душанбе; при этом представители МИД Таджикистана и пресс-секретарь местного посольства Исламской Республики Афганистан заявили, что не располагают информацией о данном событии
16 декабря представитель Сопротивления объявил о проведении ряда партизанских операций, в ходе которых, по его данным, был уничтожен 61 боевик «Талибана» и ещё 42 были ранены, с минимальными потерями со стороны сил ФНС.
2022
17 мае 2022 в бойцы Талибана попыталысь взять штурмом остатки позиций бойцов ФНСА в Панджере, однако из-за горно-скалистой местности и проблем с логистикой и связью, несколько коллон попали в засаду, силы Талибана вынуждены были отойти на прежние позиции. По данным местных источников со стороны Талибана погибло 12 человек и ещё 17 ранены. На протяжение всего оставшегося года Диверсионно-Разведовательные группы ФНСА проводили операции в Панджере и на Юго-Востоке Бадахшана. Однако с военной точки зрения особого тактического смысла это не имело.
2023
7 августа 2023 года пресс-центр сил ФНС заявил о нападении сил Талибана на позиции повстанцев в провинции Бадахшан, все попытки были отбиты, были убиты 18 бойцов Талибана и ещё 27 ранены, также сообщается о гибели 4 бойцов ФНС. 27 августа издание Hasht-e Subht заявило что члены сопротивления совершили несколько атак на провинцию Лагман, в результате был убит 1 боевик Талибана и ещё 7 ранены.
2024
11 января 2024 года глава ФНС Ахмад Масуд заявил в своём твиттер-аккаунте о нападении сил сопротивления на колонну военной техники Талибана в Кабуле, в результате чего 3 талиба погибло и 2 ранены. 19 января издание Khaama Press с ссылкой на местные источники заявило, что члены ФНС подорвали автомобиль Талибана, из-за чего погиб 1 полевой командир и ещё 3 ранены.